# Mihaylovski Crag
Der Mihaylovski Crag (englisch; bulgarisch Михайловски камък Michajlowski kamak) ist ein in westnordwest-ostsüdöstlicher Ausrichtung 3,8 km langer, 530 m breiter und 200 m hoher Hügel in den Aristotle Mountains an der Oskar-II.-Küste des Grahamlands auf der Antarktischen Halbinsel. Auf der Südostseite des Krupen Ridge ragt er 10,4 km südsüdwestlich des Sandilh Point, 8,4 km nordnordöstlich des Mount Queequeg sowie 6,9 km ostnordöstlich des Mount Baleen an der Nordflanke der Mündung des Rachel-Gletschers in das Larsen-Schelfeis auf.
Britische Wissenschaftler kartierten ihn 1976. Die bulgarische Kommission für Antarktische Geographische Namen benannte ihn 2013 nach dem bulgarischen Schriftsteller Stojan Michailowski (1856–1927) in Verbindung mit einer nach diesem benannten Ortschaft im Nordosten Bulgariens.